# Terkel Andersen
Terkel Andersen (født 30. marts 1957).  blev formand for Danmarks Bløderforening i 1985. Han bestred posten frem til 2017, hvor han blev efterfulgt af Jacob Bech Andersen. Terkel har været sekretariatschef og senere chefkonsulent i Frivilligrådets sekretariat og er i dag formand for den europæiske organisation for sjældne sygdomme EURORDIS - European Rare Diseases Organisation.
I 1995 blev Terkel formand foret udvalg under Socialministeriet, som arbejdede på en betænkning om frivilligt socialt arbejde i fremtidens velfærdssamfund, der lå færdig året efter. 